# 浅田葉子
浅田 葉子（あさだ ようこ、1969年5月23日 - ）は、日本の女性声優。兵庫県出身。81プロデュース所属。

## 略歴
幼少期からアニメが好きで見ており、高校時代に演劇部に所属して舞台にも興味を持った。
将来の進路を考えていた時に、「自分はアニメが好きだ!」という気持ちが蘇って声優になろうと決めた。
当時の憧れの声優は戸田恵子、鈴木清信。
代々木アニメーション学院第1期生。

## 人物
様々なアニメのキャラクターの声を担当している。
くまいもとことHello Jelly Beansとして、豊嶋真千子、小西寛子、芝原チヤコ、岡田加奈子とRadish Roxsとしても活動していた。
趣味・特技は読書、スキー。方言は関西弁。

## 出演
太字はメインキャラクター。

### テレビアニメ
1994年
- マクロス7（新人女B）

1995年
- 愛天使伝説ウェディングピーチ（女子生徒、仲間）
- あずきちゃん（子供）
- H2（子供達）
- ママはぽよぽよザウルスがお好き（子供）
- モジャ公（女性、お客さん）
- ヤンボウ ニンボウ トンボウ（少女）

1996年
- ありす・イン・サイバーランド（水無月ありす）
- ガンバリスト!駿（女子生徒、女の子 他）
- 逮捕しちゃうぞ（篠原広美）
- 爆走兄弟レッツ&ゴー!!（1996年 - 1998年、子供A、ユキナオ）- 2シリーズ

1997年
- 救命戦士ナノセイバー（恵）
- スレイヤーズTRY（鳥の丸焼き）
- ポケットモンスター（1997年 - 1998年、ボタン）
- 夢のクレヨン王国（オカカ）

1998年
- ヴァイスクロイツ（葉月緑）
- 彼氏彼女の事情（先生、音楽の先生）
- serial experiments lain（瑞城ありす）
- 太陽の子エステバン（BS版）（ラナ）
- Night Walker -真夜中の探偵-（友人）

1999年
- イッパツ危機娘（リンダ、TELの声）
- KAIKANフレーズ（マミコ）
- GREGORY HORROR SHOW（ルーレット小僧）
- トラブルチョコレート（イワナ）
- D4プリンセス（愛野のぞみ）
- ワイルドアームズ トワイライトヴェノム（ニーザ）

2000年
- 名探偵コナン（2000年 - 2005年、石黒路子、店員）

2001年
- ココロ図書館（水元らいか）
- も〜っと! おジャ魔女どれみ（おばけ）
- デジモンテイマーズ（加藤樹莉）

2002年
- デジモンフロンティア（プロットモン）
- ポケットモンスター サイドストーリー（ボタン）

2004年
- 今日からマ王!（ロゼ）

2005年
- ARIA The ANIMATION（星野明子）
- 甲虫王者ムシキング 森の民の伝説（寄生の森の民）

2006年
- 恋する天使アンジェリーク シリーズ（2006年 - 2007年、聖獣の女王） - 2シリーズ

2010年
- ハートキャッチプリキュア!（柴田リサ、ノリコ先生）

### OVA
1994年
- マクロスプラス

1995年
- 戦ー少女イクセリオン（女子高生A）
- GOLDEN BOY さすらいのお勉強野郎（子供〈女の子〉）
- 妖精姫レーン

1996年
- いつかのメイン 雷少年・天太参上!（高倉亜紀）
- Ninja者（イナバ）
- ぼくのマリー（真理）

1997年
- アイドルプロジェクト（マネージャー）
- ありす・イン・サイバーランド（水無月ありす）
- jaja馬!カルテット（カーサ・クローバー17世）
- レイアース（女子B）

1999年
- 同級生2 Special 卒業生（杉本桜子）

2000年
- エクスドライバー（遠藤ローナ）
- 創世聖紀デヴァダシー（若緒潮）
- リフレインブルー（杉野治美）

### 劇場アニメ
- エクスドライバー the Movie（2002年、遠藤ローナ）
- デジモンテイマーズ 暴走デジモン特急（2002年、加藤樹莉）

### ゲーム
1992年
- ドラゴンナイトII（ハーピー）※PCエンジン版

1996年
- アークザラッドII（リーザ・フローラ・メルノ）
- ありす in Cyberland（水無月ありす）
- ガーディアンリコール 〜守護獣召喚〜（飛知和景子、平泉るり）
- まじかるで〜と ドキドキ告白大作戦（冬野霞）
- LUNAR SILVER STAR STORY（ミア）※セガサターン版

1997年
- EOS〜Edge of Skyhigh〜（ランカ）
- クロス・ロマンス 恋と麻雀と花札と（原田弥生）
- 同級生2（加藤みのり）
- プチカラット（シスト・コランダム、ペリードット、パトラ子）
- 悠久幻想曲シリーズ（ディアーナ・レイニー）
- フォトジェニック（牧野博人）
- ラングリッサーIV（セレナ将軍）
- 竜機伝承2（プルム・マルフィール、サティア）

1998年
- エアガイツ（ティファ・ロックハート）※アーケード版
- 金田一少年の事件簿2 地獄遊園殺人事件（哀川笑美）
- Find Love 2 ～Rhapsody～
- ファーストKiss☆物語（藤沢舞）
- プリンセスクエスト（ウィル）

1999年
- サムライスピリッツ新章〜剣客異聞録 甦りし蒼紅の刃〜（吉野凛花）
- 真・魔装機神 PANZER WARFARE（キャリ＝ノヴァク）
- トゥルーラブストーリー2（中里佳織）

2000年
- フレンズ 〜青春の輝き〜（青木桃子）
- 麻雀やろうぜ!2（めろん畑桃実）
- UNiSON（セラ）

2001年
- Missing Blue（マリィ）

2003年
- アンジェリーク エトワール（聖獣の女王アンジェリーク〈アンジェリーク・コレット〉）
- グレゴリーホラーショー ソウルコレクター（ルーレット小僧）

2005年
- 怪盗アプリコット（水島みら）

2006年
- きらめきスターロード♪イントロ倶楽部♪（パトラ子）

2009年
- LUNAR ハーモニー オブ シルバースター（ミア）

### CD
- アークザラッドII 炎のエルク（リーザ）
- ぼくのマリー（真理）
- デジモンテイマーズベストテイマーズ(4)加藤樹莉＆レオモン
- Hello Jelly beans（くまいもとことのユニット）
- バースディ・ディスク ジェミニ（双子座）
- Way to go!（ラディッシュ・ロックス名義）
- Love〜ハダカノココロ〜（ラディッシュ・ロックス名義）
- ドラマCD 八雲立つ 音盤物語（莉茶）
- 交響詩 アンジェリーク 天空の鎮魂歌（アンジェリーク・コレット）

### 吹き替え

#### アニメ
- アイアンマン（レイチェル）
- ミュータント・タートルズ（1987年テレビ東京版）（カーラ、おばあさん）

### ラジオ
- 春菜のドラマチックな夜だから（1996年4月 - 10月、東海ラジオ）
- 浅田葉子のグラムスレディオナイト
- ラジオR2通信

### テレビ番組
- あの歌がきこえる（声の出演）

### 映画
- WiLD ZERO（トビオの声）

### 舞台
- ものがたりグループ☆ポランの会「銀河鉄道の夜」（2010年）
- ものがたりグループ☆ポランの会「土神と狐」（2012年）

### パチンコ
- 茉莉花の剣（三峯茉莉花）

### シリーズ一覧
1. ↑  第1期（1996年）、第3期『MAX』（1998年）